# Дополнительные таблички
Знаки дополнительной информации (таблички) — дорожные знаки согласно разделу H Венской конвенции о дорожных знаках и сигналах.
Являются дополнительными к знакам вышеперечисленных категорий. Отдельно не используются. Уточняют действия основных знаков по времени (например, только по будним дням) или распространяя их только на определённые категории транспортных средств (например, только для грузовиков), или предоставляют другую дополнительную информацию. Форма — прямоугольная, цвет фона — белый, цвет рисунка — чёрный, окантовка — чёрная.

## Примеры